# OK Gusar Omiš
Odbojkaški klub "Gusar" (OK "Gusar"; OK "Gusar" Omiš; "Gusar") je ženski odbojkaški klub iz Omiša, Splitsko-dalmatinska županija, Republika Hrvatska.  
 
U sezoni 2021./22. "Gusar" se natječe u "1. B HOL - skupina Jug, ligi trećeg stupnja odbojkaškog prvenstva Hrvatske za žene. 

## O klubu
Odbojkaški klub "Gusar" je osnovan 1998. godine. Klub nije aktivno djelovao niti bio član saveza dulje vrijeme. Rad kluba se intenzivira 2016. godine, a klub ima selekcije za više kategorija igračica, te su se prvo počele natjecati s mlađim kategorijama, a potom seniorkama.

## Pregled plasmana po sezonama
| sezona    | rang lige | liga           | dio lige | poz.  | klubova u ligi | ut    | pob   | por   | set+  | set-  | bod   | doigravanje | napomene                          | izvori |
| Gusar     | Gusar     | Gusar          | Gusar    | Gusar | Gusar          | Gusar | Gusar | Gusar | Gusar | Gusar | Gusar | Gusar       | Gusar                             | Gusar  |
| --------- | --------- | -------------- | -------- | ----- | -------------- | ----- | ----- | ----- | ----- | ----- | ----- | ----------- | --------------------------------- | ------ |
| 2019./20. | IV.       | 2. HOL - Jug   |          | 5.    | 8              | 10    | 5     | 5     | 18    | 18    | 16    |             | prekinuto radi pandemije COVID-19 | [ 1 ]  |
| 2020./21. | IV.       | 2. HOL - Jug   |          | 1.    | 5              | 1     | 1     | 0     | 3     | 0     | 3     |             | prekinuto radi pandemije COVID-19 | [ 2 ]  |
| 2021./22. | III.      | 1. B HOL - Jug |          |       | 12             |       |       |       |       |       |       |             |                                   |        |
|           |           |                |          |       |                |       |       |       |       |       |       |             |                                   |        |
|           |           |                |          |       |                |       |       |       |       |       |       |             |                                   |        |

## Vanjske poveznice
- OK GUSAR OMIŠ, facebook stranica
- natjecanja.hos-cvf.hr, OK GUSAR
- ossdz.hr, OK GUSAR
- sportilus.com, ODBOJKAŠKI KLUB GUSAR